# Битка при Рославъл
Битката при Рославъл през август 1941 г. е битка между съветски и германски войски на Източния фронт през Втората световна война, завършила с победа за германците.

## Предистория
В резултат на успехите си в битките при Бялисток и Минск и в началния етап на Смоленското сражение, през втората половина на юли 1941 г. немската група армии „Център“ се доближава на около 350 км от главната си цел – столицата на СССР, Москва. В района на Смоленск са заградени от три съветски армии. Единственият им път за отстъпление на изток минава по тесен брод през река Днепър.
На 19 юли – три дни след като немците влизат в Смоленск – съветското Върховно главно командване нарежда германските войски около града да бъдат унищожени чрез концентрично настъпление на три войскови групи от североизток (от град Белий, начело с генерал-майор Василий Хоменко), изток (от Ярцево, начело с генерал-майор Константин Рокосовски) и югоизток (от Рославъл, начело с генерал-лейтенант Владимир Качалов). Групата „Качалов“ в състав две пехотни (145-а и 149-а) и една танкова (104-та) дивизия от 28-а армия се съсредоточава северно от Рославъл и преминава в настъпление на 23 юли.
Тези сили оказват силен натиск върху десния фланг на немската 3-та танкова група и не ѝ позволяват да затвори обръча на обкръжението около съветските войски край Смоленск. Командващият танковата група генерал-полковник Хайнц Гудериан съставя план за ликвидиране на опасността и завземане на Рославъл, през който преминава шосето за Брянск и Москва. На съвещание в Борисов на 27 юли Гудериан издейства подкрепа за своя план от командващия група армии „Център“ (фелдмаршал Федор фон Бок). Към неговите 24-ти и 47-и моторизиран корпус са прикрепени силни пехотни съединения – 7-и и 9-и армейски корпус.

## Ход на битката
Германското контранастъпление започва на 1 август от няколко страни. Два дни по-късно немската 4-та танкова дивизия завзема Рославъл и заедно с 292-ра пехотна дивизия затваря обръча на обкръжението около групата „Качалов“.
Командващият съветската 28-а армия нарежда на войските си да отстъпят с бой на изток и да си пробият път към река Десна. В авангарда е поставена 104-та танкова дивизия, следвана от останалите съветски части. Опитът за пробив на германските линии край село Старинка завършва с неуспех. В този бой на 4 август загива генерал Качалов.
Напредвайки през гористи райони и заблатени реки, през следващите два дни няколко колони от групата му (общо 13 000 бойци) успяват да излязат от обкръжението и да заемат отбрана по източния бряг на Десна. Към 8 август обаче други 38 000 души, 200 танка и също толкова оръдия попадат в германски ръце.

## Резултат
Победата при Рославъл създава благоприятни предпоставки за продължаване на германското настъпление към Москва, но тази възможност не е използвана. Вместо това, на 12 август Адолф Хитлер нарежда настъплението да продължи към Ленинград и Донбас.